# マリー・カロリーヌ・ド・ブルボン
マリー・カロリーヌ・ド・ブルボン（Marie Caroline Ferdinande Louise de Bourbon, La Duchesse de Berry, 1798年11月5日 - 1870年4月16日）は、両シチリア王女にしてフランスの王位継承者ベリー公シャルル・フェルディナンの妃。パルマ公カルロ3世の妃ルイーズとシャンボール伯アンリ・ダルトワの母。

## 生い立ち
1798年11月5日にシチリア島のパレルモで生まれた。父は後の両シチリア国王フランチェスコ1世、母は神聖ローマ皇帝レオポルト2世の娘マリーア・クレメンティーナである。また父方の祖母はマリア・カロリーナ・ダズブルゴ（神聖ローマ皇帝フランツ1世とマリア・テレジアの十女）である。
マリー・カロリーヌが生まれた頃、ナポリ＝シチリア王国のブルボン家はナポレオン・ボナパルトのイタリア遠征による南イタリア侵略によって、宮廷をナポリからパレルモに移していた。
復古ブルボン朝のフランス国王ルイ18世には子供がおらず、王弟アルトワ伯爵（後のシャルル10世）の長男であるアングレーム公夫妻にも子供はいなかった。次男ベリー公シャルル・フェルディナンはイギリス亡命中の1806年にイギリス人女性エイミー・ブラウンと結婚し、既に2人の女児がいたが、この結婚は貴賤結婚であり、国王ルイ18世にも教会にも認められていなかった。世継ぎを必要としたフランス王室は、オーストリア皇帝フランツ1世の姪でありブルボン家の血も引く、当時17歳のマリー・カロリーヌをベリー公の正式な妻として迎えた（アングレーム公妃マリー・テレーズの母親マリー・アントワネットはマリー・カロリーヌにとっての大叔母にあたる）。
1816年6月17日、2人はノートルダム大聖堂で結婚し、エリゼ宮で生活した。結婚後も愛人と別れないベリー公とは口論を繰り返したが、マリーは1818年7月13日に女児を出産、しかし翌日に亡くなった。だが再びすぐに妊娠し、1819年9月21日、長女ルイーズを出産した。

## 奇跡の子
1820年2月13日、オペラ座からの帰路、ベリー公は狂信的なボナパルト派の馬具屋ルイ・ピエール・ルヴェルに刺された。この時マリー・カロリーヌは身ごもっていたが、ベリー公夫妻はこの事実を伏せていた。瀕死のベリー公が取り乱す妻に向け「お腹の子のために落ち着きなさい」と言ったことで彼女の妊娠が明らかとなった。夜明け前にベリー公は亡くなった。ベリー公の非公認の妻エイミー・ブラウンが出産した2人の娘は、ルイ18世によりそれぞれヴィエルゾン伯爵夫人、ディスダン伯爵夫人とされ、年金を受け取れるようになった。マリー・カロリーヌは7ヵ月後の1820年9月29日に男児を出産した。ブルボン朝初代のフランス王アンリ4世と母方の曽祖父フェルディナンド1世にちなみ、最後に「神から与えられた」の意味をつけ、アンリ・フェルディナン・デュードネと名付けられ、「奇跡の子」ともてはやされた。すでにルイーズを既に授かっていたが、フランスはサリカ法により女子相続を認めないため、マリー・カロリーヌの息子アンリは王位継承権2位となった。
1830年、七月革命によりブルボン王家はフランスから追われた。マリー・カロリーヌは国王一族と共にイギリスに亡命したが、国王一家が1831年にオーストリア皇帝フランツ1世が用意したプラハのフランシン宮殿へ向かうことを決めた際、マリー・カロリーヌは同行せず、単身ジェノヴァを経由しローマに向かった。ローマ教皇グレゴリウス16世はフランス王ルイ・フィリップに、マリー・カロリーヌを匿う意図はないと誓った。マリー・カロリーヌはローマから実家のナポリ宮廷へ連絡をしたが、家族すら彼女を疎み、異母弟である両シチリア国王フェルディナンド2世は困惑した。

## 叛乱の失敗と失墜
マリー・カロリーヌはフランス王位を正統な王であるべき息子アンリに継がせるべく、オルレアン家出身の王ルイ・フィリップを王座から引きずり落とすことを画策した。1832年4月、彼女は農婦に変装し、ナポリからマルセイユに向かった。フランスに上陸するとマリー・カロリーヌは「フランスの摂政」だと宣言した。シャルル10世は亡命先から、彼女がフランスの摂政ではないという声明を出した。フランス西部ヴァンデ県へ潜入したのち、マリー・カロリーヌはブルボン家支持者アルマサン公らとともに叛乱を起こした。しかし、この叛乱自体は稚拙なもので、鎮圧されてマリー・カロリーヌは逮捕された。ヴァンデに行く前にマリー・カロリーヌは、さまざまなヨーロッパ君主に自分の叛乱への支持を懇願していた。オランダ国王ウィレム1世だけは、アンリが即位した場合、ベルギーをフランスに割譲すると約束したが、他の君主たちは支援を断った。
獄中で裁判を待つ身であったマリー・カロリーヌは、とんでもない事実を明らかにした。フランス潜入前に滞在していたイタリアで教皇の承認を得て、1831年12月14日にイエズス会の司祭ロザヴェン神父のもとでエットーレ・ルケージ・パッリ伯爵との結婚式を行ったと主張し、伯爵との子を妊娠しているというのである。実際には、マリー・カロリーヌが身ごもっていた子供はルッケーシ＝パッリ伯爵の子ではなく、ヴァンデ潜入中に青年弁護士ギブールと恋仲になった末にできた子と言われている。ルケージ・パッリ伯は、主君である両シチリア王の姉マリー・カロリーヌのため、全てを承知で結婚したのだった。
この一件で、「奇跡の子」の生母マリー・カロリーヌの威信は地に落ちた。亡命中のシャルル10世は義理の娘の不貞に怒り、彼女はブルボン家から縁を切られた。マリー・カロリーヌは、1833年5月10日にブライユの獄中で娘アンナ・マリア・ロザリア＝ルケージ・パッリを出産した。1ヵ月後に母子は釈放され、夫がいるシチリアに向かったが、釈放から2ヵ月後にアンナ・マリア・ロザリアは死亡した。その後、マリー・カロリーヌはルッケーシ＝パッリ伯との間に4人の子をもうけた。
思いがけない形で母を失ったルイーズとアンリは、伯母マリー・テレーズに養育された。ルイーズは1845年に亡命先のゴリツィアのグラッファンベルク城からパルマ公カルロ3世に嫁いだ。長い間マリー・カロリーヌはブルボン家とは和解出来ない状態が続いたが、マリー・テレーズの取り計らいによりシャルル10世及び義兄・アングレーム公の死後にルイーズとアンリと和解した。1870年にグラーツで亡くなった。

## エピソード
- フランス語の習得がままならないままフランスに嫁いだが、その後もフランス語が上達することはなかった。ヴェネツィアでドイツ人貴族との約束に遅れた際の言い訳としてイタリア語で風邪または気管支炎を意味する「コスティパート」からフランス語訳を考え「Je suis constipation.（私は便秘をしてます）」と発言しドイツ人を驚かせたことがある。